# Коазја
Коазја (фр. Coisia) насеље је и општина у источној Француској у региону Франш-Конте, у департману Јура која припада префектури Лон ле Соније.
По подацима из 2011. године у општини је живело 168 становника, а густина насељености је износила 24,96 становника/km². Општина се простире на површини од 6,73 km². Налази се на средњој надморској висини од 348 метара (максималној 756 m, а минималној 285 m).

## Демографија
| 1962. | 1968. | 1975. | 1982. | 1990. | 1999. | 2011. |
| ----- | ----- | ----- | ----- | ----- | ----- | ----- |
| 45    | 67    | 83    | 80    | 103   | 122   | 168   |

График промене броја становника у току последњих година